# Ali Pacha Rizvanbegović
Ali Pacha Rizvanbegović (1783 - 1851) est un l'administrateur ottoman de Stolac de 1813 à 1833. Il est ensuite le dirigeant semi-indépendant (le Vizir) de l'Herzégovine de 1833 à 1851. Pacha est un titre de fonction.

## Biographie

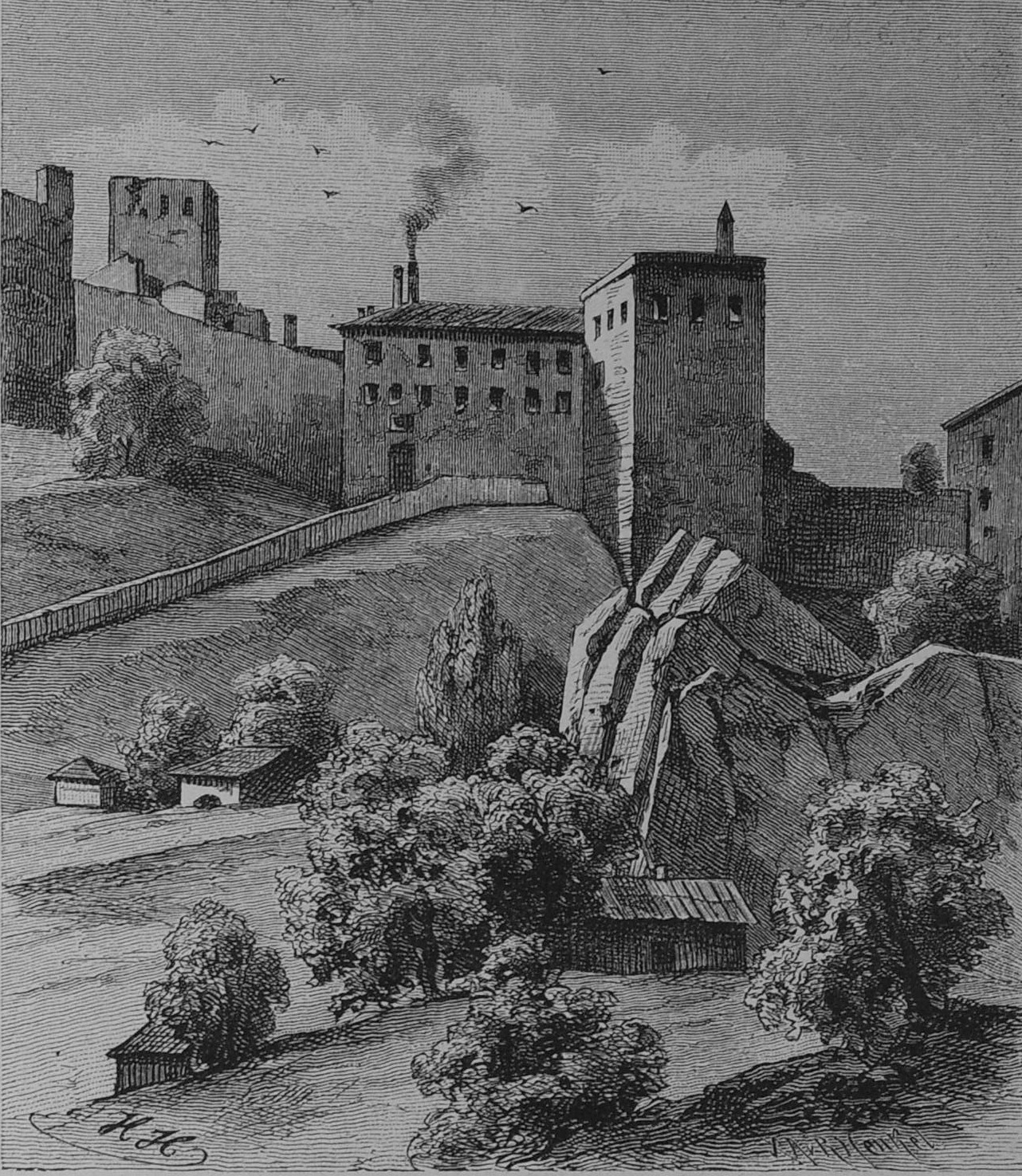
La forteresse de Stolac, Gartenlaube, 1882

Ali Pacha Rizvanbegović est né à Begovina (dans l'actuelle municipalité de Stolac) en 1783. Il est le fils de  Zulfikar Rizvanbegović, capitaine de la forteresse de Stolac, de la famille noble bosnienne (en) des Stočević.
En 1833, à la suite de la révolte de la Bosnie (en), le sultan ottoman tient à remercier Ali Pacha qui a tenu sa région natale à l'écart du soulèvement. Ali Pacha demande alors au sultan de séparer l'Herzégovine du pachalik de Bosnie et il est nommé vizir du nouvel eyalet d'Herzégovine.